# Apoldu de Jos
Apoldu de Jos – wieś w Rumunii, w okręgu Sybin, w gminie Apoldu de Jos. W 2011 roku liczyła 1067 mieszkańców.